# Selecționata de fotbal a Gotlandului
Selecționata de fotbal a Gotlandului reprezintă insula Gotland din coasta de est a Suediei în fotbalul internațional și este controlată de 	Gotlands Fotbollförbund. Nu este afiliată nici la FIFA și nici la UEFA. A jucat mai multe meciuri la Jocurile Islandei.

## Meciuri selectate
| Dată        | Stadion                           | Gazdă   | Adversar                          | Scor  |
| ----------- | --------------------------------- | ------- | --------------------------------- | ----- |
| 28 iun 2009 | Jocurile Islandei 2009 - Åland    | Gotland | Groenlanda                        | 4 - 3 |
| 30 iun 2009 | Jocurile Islandei 2009 - Åland    | Gotland | Insula Man                        | 2 - 4 |
| 29 iun 2009 | Jocurile Islandei 2009 - Åland    | Gotland | Insulele Falkland                 | 2 - 0 |
| 28 iun 2009 | Jocurile Islandei 2009 - Åland    | Gotland | Format:Country data Western Isles | 1 - 2 |
| 5 iul 2007  | Jocurile Islandei 2007 - Rhodes   | Gotland | Jersey                            | 0 - 1 |
| 4 iul 2007  | Jocurile Islandei 2007 - Rhodes   | Gotland | Frøya                             | 3 - 0 |
| 2 iul 2007  | Jocurile Islandei 2007 - Rhodes   | Gotland | Format:Country data Western Isles | 1 - 3 |
| 1 iul 2007  | Jocurile Islandei 2007 - Rhodes   | Gotland | Format:Country data Western Isles | 1 - 2 |
| 4 iul 2003  | Jocurile Islandei 2003 - Alderney | Gotland | Groenlanda                        | 2 - 1 |
| 3 iul 2003  | Jocurile Islandei 2003 - Alderney | Gotland | Saaremaa                          | 3 - 0 |
| 1 iul 2003  | Jocurile Islandei 2003 - Guernsey | Gotland | Jersey                            | 0 - 0 |
| 30 iun 2003 | Jocurile Islandei 2003 - Guernsey | Gotland | Frøya                             | 2 - 2 |
| 29 iun 2003 | Jocurile Islandei 2003 - Guernsey | Gotland | Shetland                          | 0 - 0 |
| 2 iul 1999  | Jocurile Islandei 1999 - Gotland  | Gotland | Groenlanda                        | 7 - 2 |
| 1 iul 1999  | Jocurile Islandei 1999 - Gotland  | Gotland | Insulele Åland                    | 1 - 4 |
| 29 iun 1999 | Jocurile Islandei 1999 - Gotland  | Gotland | Insula Man                        | 4 - 4 |
| 28 iun 1999 | Jocurile Islandei 1999 - Gotland  | Gotland | Shetland                          | 3 - 1 |
| 27 iun 1999 | Jocurile Islandei 1999 - Gotland  | Gotland | Insulele Åland                    | 3 - 0 |
| 15 iun 1986 | Gotland                           | Gotland | Insulele Åland                    | 3 - 0 |
| 14 iun 1986 | Gotland                           | Gotland | Format:Country data Öland         | 3 - 2 |
| 13 iun 1986 | Gotland                           | Gotland | Bornholm                          | 5 - 1 |

## Lot 2009[1]
- (P) Michael Zetterström (Levide)
- Kenneth Budin (FG 86)
- Tom Eneqvist (FG 86)
- Isak Gillerfors (FG 86)
- Christoffer Gjörloff (Fårösund)
- Christian Hederfeld (FC Gute)
- Andreas Kraft (Dalhem IF)
- Pierre Leveau (IFK Visby)
- Jonathan Levin (FC Gute)
- Adrean Lindblom (Visby AIK)
- Björn Nyman (Levide)
- Jesper Nyman (Fårösund)
- Sebastian Nyström (FC Gute)
- Jimmy Orleifson (Levide)
- Malcon Persson (Dalhem IF)
- Emil Segerlund (IFK Visby)
- Johan Svenserud (Fårösund)
- Jakob Widin (FC Gute)
- Jimmie Bjorklund (Fårösund)
- Peter Öhman (Levide)